# Kirstin Maldonado
Kirstin Taylor "Kirstie" Maldonado (sinh ngày 16 tháng 5 năm 1992) là một ca sĩ người Mỹ, nhạc sĩ, và là thành viên của nhóm A cappella Pentatonix. Cùng với Pentatonix, Maldonado đã phát hành bảy album phòng thu, giành ba giải Grammy và bán được hơn sáu triệu album.
Maldonado đã ra mắt sự nghiệp solo vào ngày 19 tháng 5 năm 2017 với bài hát "Break a Little" dưới biệt danh Kirstin (cách điệu là kırstın™; ™ là viết tắt của "Taylor Maldonado," không phải thương hiệu), với EP L O V E đầu tay của cô được phát hành vào ngày 14 tháng 7 năm 2017. Cô cũng đã ra mắt lần đầu tiên vào năm 2018 tại sân khấu Broadway, với vai Lauren trong Kinky Boots.

## Tuổi thơ
Kirstin Taylor Maldonado sinh ra ở Fort Worth, Texas vào ngày 16 tháng 5 năm 1992. Mẹ cô là người Ý gốc Tây Ban Nha, trong khi cha cô, Michael Cisneros, là người Mexico. Maldonado được nuôi dưỡng bởi mẹ là Angelica Maldonado ở Arlington, Texas. Maldonado chỉ mới năm tuổi khi cô lần đầu tiên bày tỏ mong muốn trở thành ca sĩ. Năm tám tuổi, cô hát trong tiệc cưới của mẹ mình, cuối cùng thuyết phục mẹ cô ghi danh vào các bài học giọng nói. Maldonado cũng vào rạp và đóng vai chính trong một số sản phẩm địa phương. Chính nhờ cộng đồng nhà hát địa phương, Maldonado đã gặp Mitch Grassi, một thành viên Pentatonix tương lai.
Maldonado theo học trường Công giáo Mân côi và sau đó là trường trung học Martin. Tại trường trung học Martin, cô đã gặp Scott Hoying, người mà cô và Grassi sau này sẽ thành lập Pentatonix. Ba người bạn đã tạo ra một bộ ba cappella và bắt đầu được chú ý xung quanh trường học của họ cho các bài hát nổi tiếng của họ. Maldonado tốt nghiệp trường trung học Martin năm 2010 và vào Đại học Oklahoma, nơi cô là chuyên ngành biểu diễn nhạc kịch. Cô bỏ học để thành lập Pentatonix.

## Pentatonix
Vào năm 2011, Maldonado đã được liên lạc với cô bạn học cấp ba Scott Hoying, người muốn thành lập một nhóm cho cuộc thi a cappella của NBC The Sing-Off. Maldonado đồng ý tham gia nhóm, trong đó có cả Mitch Grassi, một người bạn cấp ba khác của cô. Họ cùng nhau thành lập một nhóm cappella Pentatonix cùng với Avi Kaplan và Kevin Olusola. Nhóm đã tham gia và cuối cùng đã giành chiến thắng trong mùa thứ ba của The Sing-Off. Kể từ đó, họ đã phát hành một số album và EP, đạt 13 triệu người đăng ký YouTube và hơn 2 tỷ lượt xem YouTube và lưu diễn khắp thế giới. Là một thành viên của Pentatonix, Maldonado đã giành được ba giải Grammy. Vào ngày 8 tháng 2 năm 2015, Pentatonix đã giành được một giải Grammy trong hạng mục "Sắp xếp hay nhất, Nhạc cụ hay cappella " cho bài hát "Daft Punk" của họ, một hỗn hợp các bài hát của Daft Punk. Vào ngày 15 tháng 2 năm 2016, Pentatonix đã giành được một giải Grammy cùng hạng mục, lần này là cho "Dance of the Sugar Plum Fairy" từ album "That Christmas to Me" của họ. Vào ngày 12 tháng 2 năm 2017, Pentatonix đã giành được một giải Grammy trong hạng mục "Trình diễn bộ đôi/nhóm nhạc đồng quê hay nhất" cho "Jolene" có sự góp mặt của Dolly Parton.

## Các dự án và sự xuất hiện khác
Maldonado đã biểu diễn tại Hippodrome, London với bài hát "Never Neverland" cùng với Scott Alan vào tháng 5 năm 2014.
Vào tháng 1 năm 2016, Maldonado đã trình diễn bài hát "Somewhere Over the Rainbow" tại World Dog Awards để vinh danh những chú chó đã đóng vai Toto từ câu chuyện mang tính biểu tượng về Phù thủy xứ Oz.
Vào tháng 2 năm 2016, một nhóm nhạc a cappella có tên Voctave đã phát hành video "Disney Love Medley" có sự góp mặt của Maldonado và vị hôn phu Jeremy Michael Lewis. Trong video, Maldonado và Lewis trình diễn các bài hát "I See the Light" từ Tangled, "You'll Be in My Heart" từ Tarzan và "Go the Distance" từ Hercules với các thành viên của Voctave cung cấp giọng hát đệm. Vào tháng 5 năm 2016, Maldonado, cùng với Grassi và Hoying, xuất hiện trong một tập phim Bones có tựa đề "Cuộc đình công trong hợp âm". Maldonado đóng vai Liz Dervan, một thành viên của nhóm a capella "The Gingersnaps".
Vào tháng 2 năm 2017, Maldonado tuyên bố trong một cuộc phỏng vấn, cô sẽ phát hành một dự án solo vào mùa xuân. Vào ngày 19 tháng 5 năm 2017, Maldonado chính thức phát hành đĩa đơn đầu tiên của mình, mang tên "Break a Little", cùng với một video âm nhạc. EP L O V E đầu tay của cô được phát hành vào ngày 14 tháng 7 năm 2017. Cô đã phát hành một sự hợp tác với Play-N-Skillz có tựa đề "Hey Guapo" vào ngày 31 tháng 8 năm 2017.
Năm 2018, Maldonado đóng vai Lauren trong vở nhạc kịch Kinky Boots ở Sân khấu Broadway cùng với ca sĩ Jake Shears và diễn viên hài Wayne Brady: Buổi biểu diễn cuối cùng của vở nhạc kịch diễn ra vào ngày 4 tháng 5 năm 2018.

## Đời tư
Vào ngày 29 tháng 5 năm 2016, cô đã đính hôn với Jeremy Michael Lewis. Vào năm 2017, cặp đôi đã hoãn đám cưới của họ để làm việc trên một số vài "vấn đề" không thể nói ra.

## Danh sách đĩa hát

### EP
- 2017: L O V E – EP (tín dụng Kirstin)

### Đĩa đơn
- 2017: "Break a Little"
- 2017: "All Night"
- 2017: "Naked"